# Bradysia xenoreflexa
Bradysia xenoreflexa is een muggensoort uit de familie van de rouwmuggen (Sciaridae). De wetenschappelijke naam van de soort is voor het eerst geldig gepubliceerd in 1993 door Werner Mohrig en Frank Menzel.